# Cryxus ovalis
Cryxus ovalis är en mångfotingart som först beskrevs av Carl von Linné 1758.  Cryxus ovalis ingår i släktet Cryxus och familjen Zephroniidae. Inga underarter finns listade i Catalogue of Life.